# Engelbrekt (namn)
För andra betydelser, se Engelbrekt (olika betydelser).
Mansnamnet Engelbrekt är av tyskt ursprung, troligen med betydelsen 
anglernas ljus. Anglerna var en germansk folkstam, och namnleden -brekt - som motsvaras av det sydtyska Bert - är samma ord som engelskans "bright" = "ljus", "skinande".
Namnet har inte varit särskilt vanligt i Sverige under hela 1900-talet.
31 december 2009 fanns det totalt 489 personer i Sverige med namnet Engelbrekt, varav 15 med det som tilltalsnamn.
År 2003 fick 5 pojkar namnet, varav 1 fick det som tilltalsnamn.
Den sydtyska formen av namnet är Engelbert. Det finns[sedan när?] 243 män med namnet Engelbert, varav 17 med det som tilltalsnamn.
Flicknamnet Engla är en förkortning av Engelberta, den kvinnliga formen av Engelbert.
Engelbert hade namnsdag den 7 november till och med 1900. Mellan åren 1901–1917 hade Engelbrekt namnsdag den 26 april. Sedan 1918 är det den 27 april, vilket brukas kallas för Engelbrektsdagen. I den finlandssvenska namnsdagslängden har Engelbrekt namnsdag 27 april sedan starten 1929, då en egen namnsdagskalender togs i bruk för finlandssvenskar. Engelbert togs in på samma dag i den finlandssvenska namnsdagskalendern år 1995.

## Personer med namnet Engelbrekt eller Engelbert
- Engelbrekt Engelbrektsson
- Engelbrekt Jonsson
- Oscar Engelbert